# José Augusto Alves Roçadas

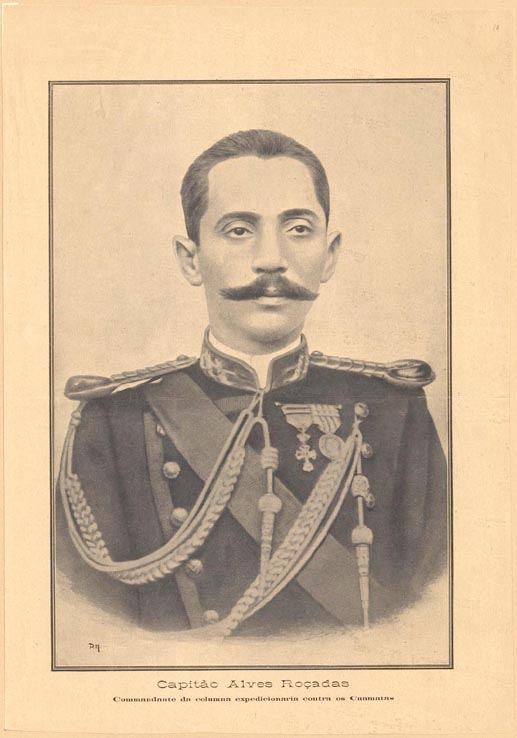
Roçadas (um 1907)

José Augusto Alves Roçadas (* 6. April 1865 in Vila Real; † 28. April 1926 in Lissabon) war ein Offizier der Armee Portugals und Kolonialbeamter.
1907 wurde unter seiner Führung im Süden Angolas bei der Schlacht von Mufilo ein Angriff der Owambo niedergeschlagen. Zu dieser Zeit (1905–1908) war Roçadas Gouverneur der Provinz Huíla. Anschließend war er Gouverneur von Macau, ehe er 1909 als Generalgouverneur nach Angola zurückkehrte. Er hatte das Amt ein Jahr inne.
Während des Ersten Weltkriegs diente Roçadas im südlichen Angola und führte den Kampf gegen die Invasion der Schutztruppe für Deutsch-Südwestafrika im Rahmen des Ersten Weltkriegs in Südwestafrika, unter anderem beim Kampf um Naulila an.
Roçadas war an den Planungen zur Machtübernahme von Óscar Carmona am 28. Mai 1926 beteiligt. Während der Planungen zur Übernahme eines hohen Staatsamtes wurde er krank und starb wenig später.